# Capesterre-Belle-Eau
Capesterre-Belle-Eau je francouzská obec v zámořském departementu Guadeloupe, nachází se na jihovýchodě ostrova Basse-Terre.

## Historie
V roce 1493, při své druhé výpravě, zde přistál Kryštof Kolumbus a podle kláštera Santa María de Guadalupe ve Španělsku pojmenoval celý ostrov Santa Maria de Guadalupe de Estremadura.
Dnešní název pochází ze 17. století. Cab-est-terre znamená zemi vystavenou větru od východu, s hojností vodopádů, řek a vodních útvarů. To také vysloužilo přídavek Belle Eau, krásná voda. Dne 4. června 1974 se z Capesterre stalo Capesterre-Belle-Eau.